# جون دو یون
جون دو یون (کره‌ای: 전도연؛ زادهٔ ۱۱ فوریه ۱۹۷۳) بازیگر اهل کره جنوبی است. وی از سال ۱۹۹۰ میلادی تاکنون مشغول فعالیت بوده‌است. او در آفتاب پنهان، یک مرد و یک زن، اعلام وضعیت اضطراری، کیل بوکسون، گمشده و دوره فشرده عاشقانه ایفای نقش کرده‌است.